# Leon Jeż
Leon Jeż (ur. 1944, zm. 2003) – polski malarz i grafik.

## Edukacja
W latach 1971–1976 studiował w Państwowej Wyższej Szkole Sztuk Pięknych w Łodzi na Wydziale Grafiki Artystycznej w pracowni prof. Stanisława Fijałkowskiego. Studia ukończył z wyróżnieniem (dyplom z malarstwa i grafiki). Przez pewien czas asystował w pracowni rysunku prof. Benona Liberskiego.

## Twórczość
Malarskich inspiracji Leona Jeża szukać należy w dziełach ekspresjonistów oraz kolorystów, jednakże od jednych i od drugich odróżnia go duży ładunek liryzmu i specyficzny poetycki język. Jego malarstwo jest emocjonalne, żywiołowe, lecz jednocześnie przemyślane kompozycyjnie. Środkiem, za pomocą którego artysta buduje nastrój, jest kolor – kładziony szerokimi, dynamicznymi pociągnięciami pędzla. Ulubionym gatunkiem malarskim Leona Jeża była martwa natura, często przedstawiająca charakterystyczne dla niego elementy, takie jak szmaciane lalki, drewniane żołnierzyki czy pluszowe maskotki.
W grafice artysta nawiązywał do motywów kaligrafii i grafiki japońskiej.

## Miejsce pochówku
Leon Jeż zmarł nagle w wieku 58 lat. Został pochowany 10 lutego 2003 na cmentarzu na Mani w Łodzi (kwatera nr 21 naprzeciwko kwatery nr 21a).

## Wybrane wystawy indywidualne
- 1987 – Wystawa malarstwa. Salon DESY, Łódź.
- 1992 – Wystawa malarstwa, grafiki i rysunku. Śródmiejski Dom Kultury, Łódź.
- 1992 – Wystawa malarstwa. Galeria 31, Łódź.
- 1997 – Wystawa malarstwa. Galerie Miejskie w Łodzi, Łódź.
- 2003 – Wystawa pośmiertna malarstwa. Stowarzyszenie Terapeutów i Arteterapeutów „Linie”, Łódź

## Wybrane wystawy zbiorowe
- 1976 – Wystawa Podyplomowa Absolwentów PWSSP w Łodzi. Zachęta, Warszawa.
- 1978 – Ogólnopolska Wystawa Grafiki. Zachęta, Warszawa.
- 1978 – Wystawa Młodych Twórców Łódzkich. BWA, Łódź.
- 1979 – Konkurs Graficzny im. Józefa Gielniaka, Jelenia Góra.
- 1981 – Międzynarodowe Biennale Grafiki, Kraków
- 1981 – Intergrafia, Katowice.
- 1992 – Wystawa malarstwa i grafiki. Chicago, USA.